# 苔丝豹蛛
苔丝豹蛛（学名：Pardosa paratesquorum）为狼蛛科豹蛛属的动物。在中国大陆，分布于甘肃等地。该物种的模式产地在甘肃。